# Sacalia
Sacalia Gray, 1870 è un genere della famiglia dei Geoemididi. Le tartarughe ad esso ascritte sono originarie di Cina (province di Anhui, Fujian, Guangdong, Guangxi, Guizhou, Hainan, Jiangxi e Hong Kong), Laos e Vietnam.

## Tassonomia
Comprende le seguenti specie:
- Sacalia bealei (Gray, 1831) - tartaruga ocellata di Beale
- Sacalia quadriocellata (Siebenrock, 1903) - tartaruga quadriocellata